# Jurriaen Pool

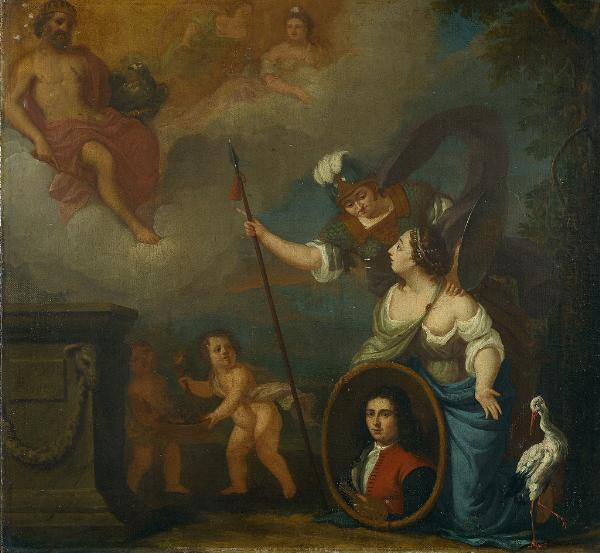
Autorretrato en la escena alegórica para el orfanato. Él se muestra usando la ropa huérfano tradicional con una chaqueta de color rojo y una camisa azul.

Juriaen Pool (Ámsterdam, 1665-ibídem, 1745) fue un pintor neerlandés del siglo XVIII.

## Biografía

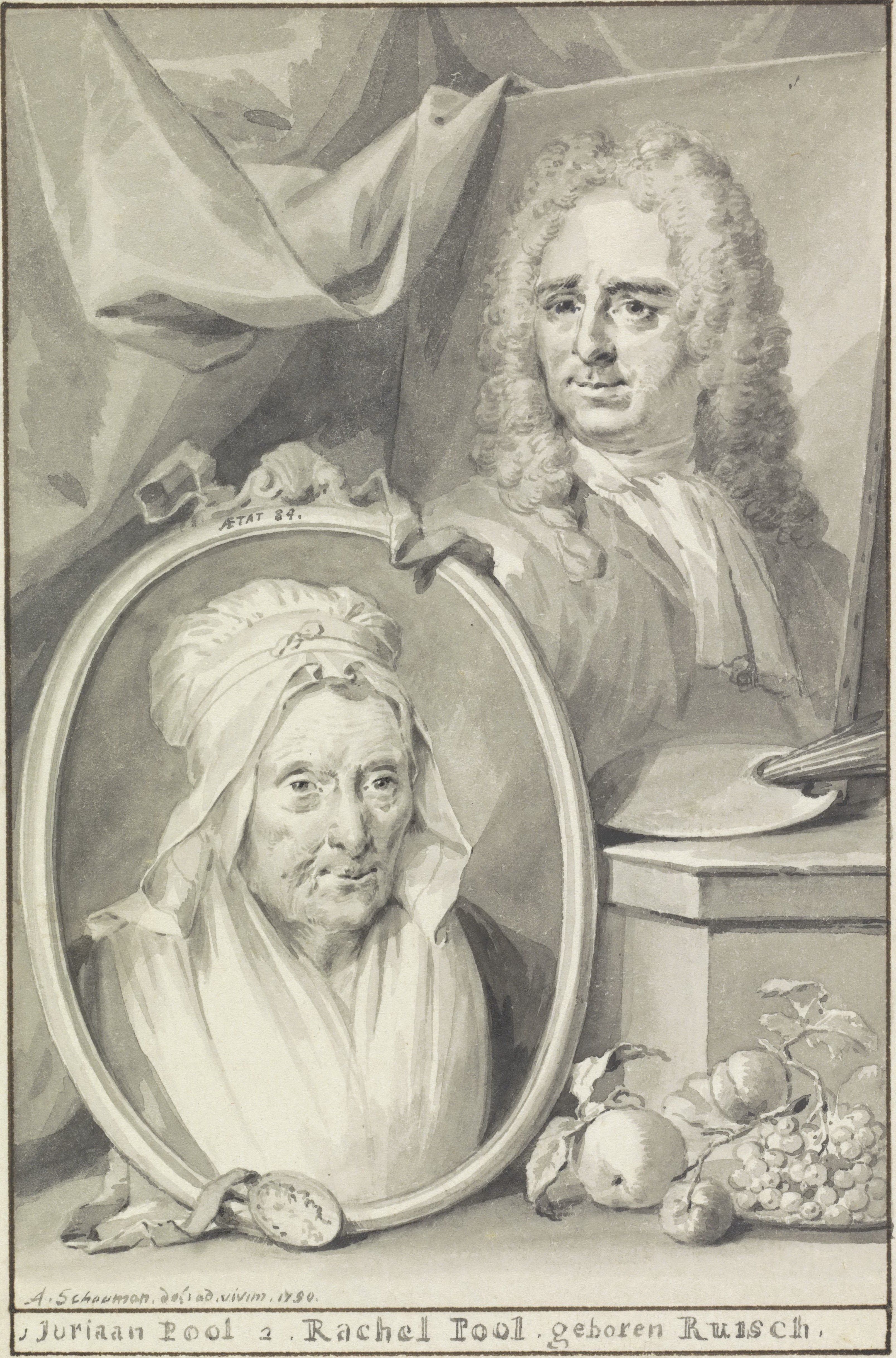
Juriaan y Rachel Pool, el grabado de Jan van Gool en Nieuwe Schouburg, 1750

De acuerdo con el RKD él era el hijo de Juriaan Pool el viejo. Se casó el  12 de agosto  con la pintora de flores Rachel Ruysch en Buiksloot. Se convirtió en el maestro del pintor Gerhard Jan Palthe.